# آب شیر
آب شهر یا آب شیر یک آب آشامیدنی است که از طریق شیر به درون خانه‌ها یا محل کار تأمین می‌شود.

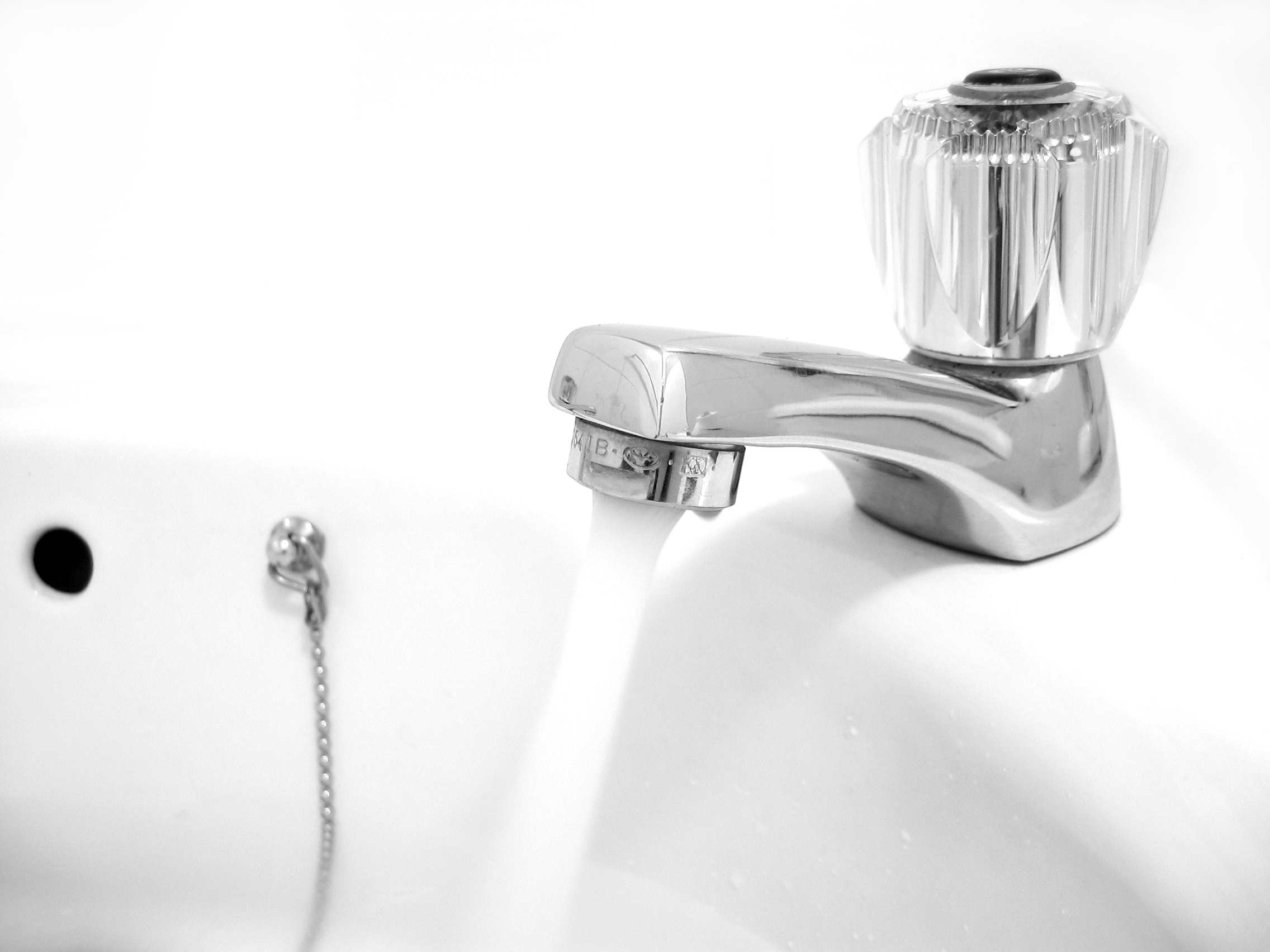
شیری که معمولاً در خانه یا ادارات به کار می‌رود.

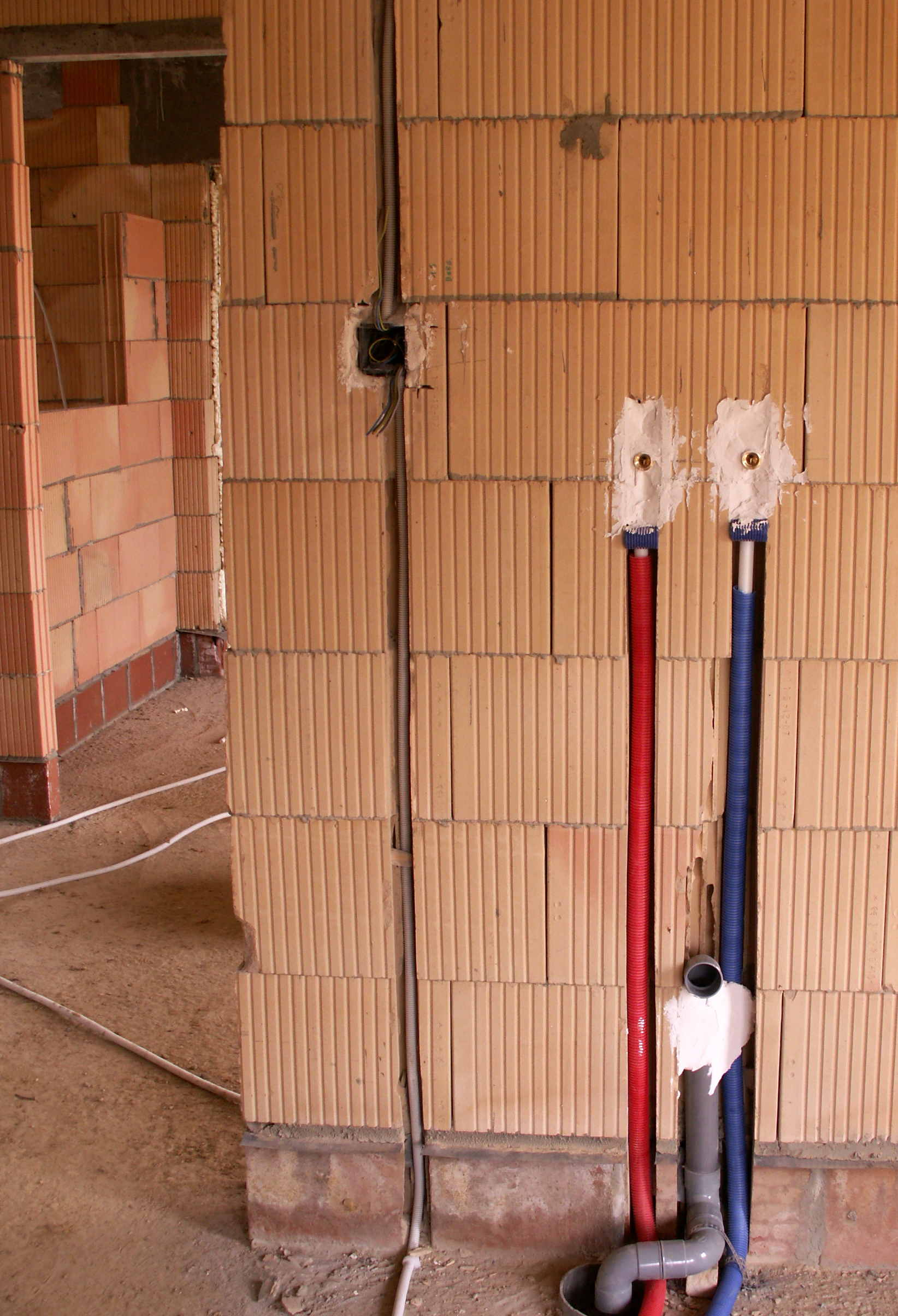
ورودی آب سرد / گرم قبل از نصب دست شویی اشپزخانه